# Gavroche (revue)
Pour les articles homonymes, voir Gavroche (homonymie).
 (juin 2009).
Si vous disposez d'ouvrages ou d'articles de référence ou si vous connaissez des sites web de qualité traitant du thème abordé ici, merci de compléter l'article en donnant les références utiles à sa vérifiabilité et en les liant à la section « Notes et références ».
Gavroche est une revue d'histoire populaire trimestrielle créée en 1981. Elle fait suite au Peuple français. La revue a cessé d'être publiée depuis le numéro 166 d'avril-juin 2011.

## Projet
La revue s'attache à la retranscription des fêtes, des travaux, des luttes et des joies du peuple, mais aussi des destins historiques singuliers comme ceux de Georges Seldes, Anatole France et d'Ante Ciliga. Rédigée par des historiens amateurs, des universitaires, des militants, tous spécialistes de leurs sujets, la revue accorde une grande place à l'iconographie.
Gavroche s’attelle à ressortir de l'oubli des événements. Des tirailleurs algériens morts durant le siège de Paris en 1870, aux déserteurs de la Wehrmacht, en passant par les grandes grèves ouvrières du XIXe siècle, l'émeute de 1812 à Caen, les grèves de 1905 à Limoges, Gavroche parle de tous ces oubliés de l'histoire officielle et, dans les dernières pages, des recensions et des extraits d'ouvrages qui ont retenu l'attention de l'équipe de rédaction.
Diffusée par Dif pop en librairie, elle tirait à 1 500 exemplaires et comptait 1 000 abonnés.